# Cádiar
Cádiar è un comune spagnolo di 1 676 abitanti situato nella comunità autonoma dell'Andalusia.